# Faiditus cordillera
Faiditus cordillera är en spindelart som först beskrevs av Harriet Exline 1945.  Faiditus cordillera ingår i släktet Faiditus och familjen klotspindlar.
Artens utbredningsområde är Ecuador. Inga underarter finns listade i Catalogue of Life.